# بانشر (مجلة)
مجلة بانشر هي مجلة مصرية مترجمة بتصريح من شركة مارفل كوميكس، تصدر عن شركة قطان للتجارة لصاحبها عبد العزيز قطان، وتوزع في القاهرة عن دار الشام بشارع عباس العقاد، مستشار التحرير عادل البطراوي. الإخراج الفني مادلين رياض، الترجمة لسعيد أبو غزالة، توجه المجلة إلى سن 9 إلى 18 سنة، هناك مقدمة في كل عدد تشير إلى صفات بانشر بطل المجلة الذي يتعقب المجرمين بعد أن قتلوا أسرته، وتعتمد المجلة على قصته الكرتونية ونشرها كاملة
القطع: 24 × 17 سم، عدد صفحات الكرتون 22 صفحة ملونة جميعها من بين 34 صفحة، كما تحتوي المجلة أيضاً على صفحات عديدة للتسالي، منها كلمات متقاطعة، اختر الإجابة الصحيحة، قدرات خارقة.
شعار المجلة: مغامرات شيقة للأولاد والبنات، ليس على الغلاف إشارة إلى المواد بالداخل سوى الاسم الأساسي للقصة، وليست هناك إشارة إلى المؤلفين أو الرسامين، ولا توجد ملاحق أو مسابقات ذات جوائز، لا تنشر المجلة صور القراء ولا مساهماتهم.